# Matsuichi Yamada
Matsuichi Yamada (japanisch 山田 松市 Yamada Matsuichi; * 21. Februar 1961 in der Präfektur Shizuoka) ist ein ehemaliger japanischer Fußballspieler.

## Karriere
Yamada erlernte das Fußballspielen in der Schulmannschaft der Nihon University Mishima High School und der Universitätsmannschaft der Kokushikan-Universität. Seinen ersten Vertrag unterschrieb er 1983 bei den Honda FC. Der Verein spielte in der höchsten Liga des Landes, der Japan Soccer League. Für den Verein absolvierte er 51 Erstligaspiele. Ende 1990 beendete er seine Karriere als Fußballspieler.